# Mauser Modelo 1909
Os Mauser Modelo 1909 eram fuzis de ação por ferrolho, padrão Gewehr 98, projetados para o Exército Argentino. Eles foram produzidos na Alemanha e na Argentina.

## Projeto

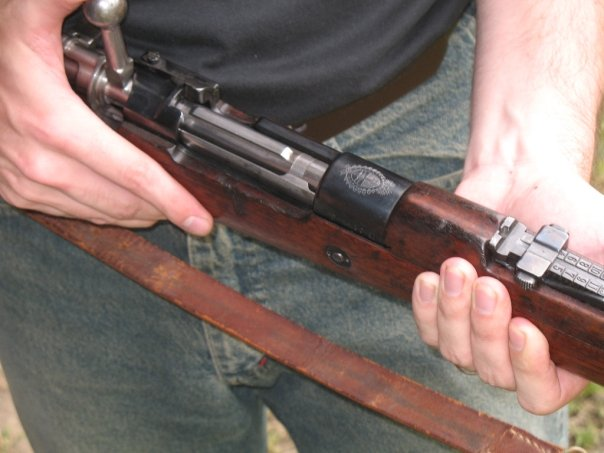
Ação do Mauser 1909 argentino

O Mauser 1909 era uma cópia ligeiramente modificada do Gewehr 98. Entre outras modificações, a mira Lange Visier foi substituída por uma mira tangente. O M1909 também podia usar a baioneta do Mauser 1891, que substituiu. O principal produtor na Alemanha era a Deutsche Waffen und Munitionsfabriken, que entregou 200.000 fuzis, enquanto cerca de 85.000 fuzis foram fabricados pela Fabrica Militar de Armas Portatiles, fábricas governamentais em Rosário e Santa Fé. Os modelos 1909 foram substituídos por fuzis FN FAL sem terem sido usados em combate.
Alguns fuzis e carabinas Mauser 1909 argentinos sem brasão foram vendidos ao Paraguai durante a Guerra do Chaco.

### Variantes
- Mauser 1909 fuzil de precisão: versão com mira telescópica de fabricação alemã e alavanca do ferrolho curvada para baixo.[5]
- Mauser 1909 carabina de cavalaria: versão encurtada, com coronha de empunhadura reta e uma tampa frontal que cobre todo o cano.[6] A baioneta pode ser fixada sob esta tampa frontal.[7]
- Mauser 1909 carabina de montanha ou carabina de engenheiro.[7]

## Mauser 1909 peruano

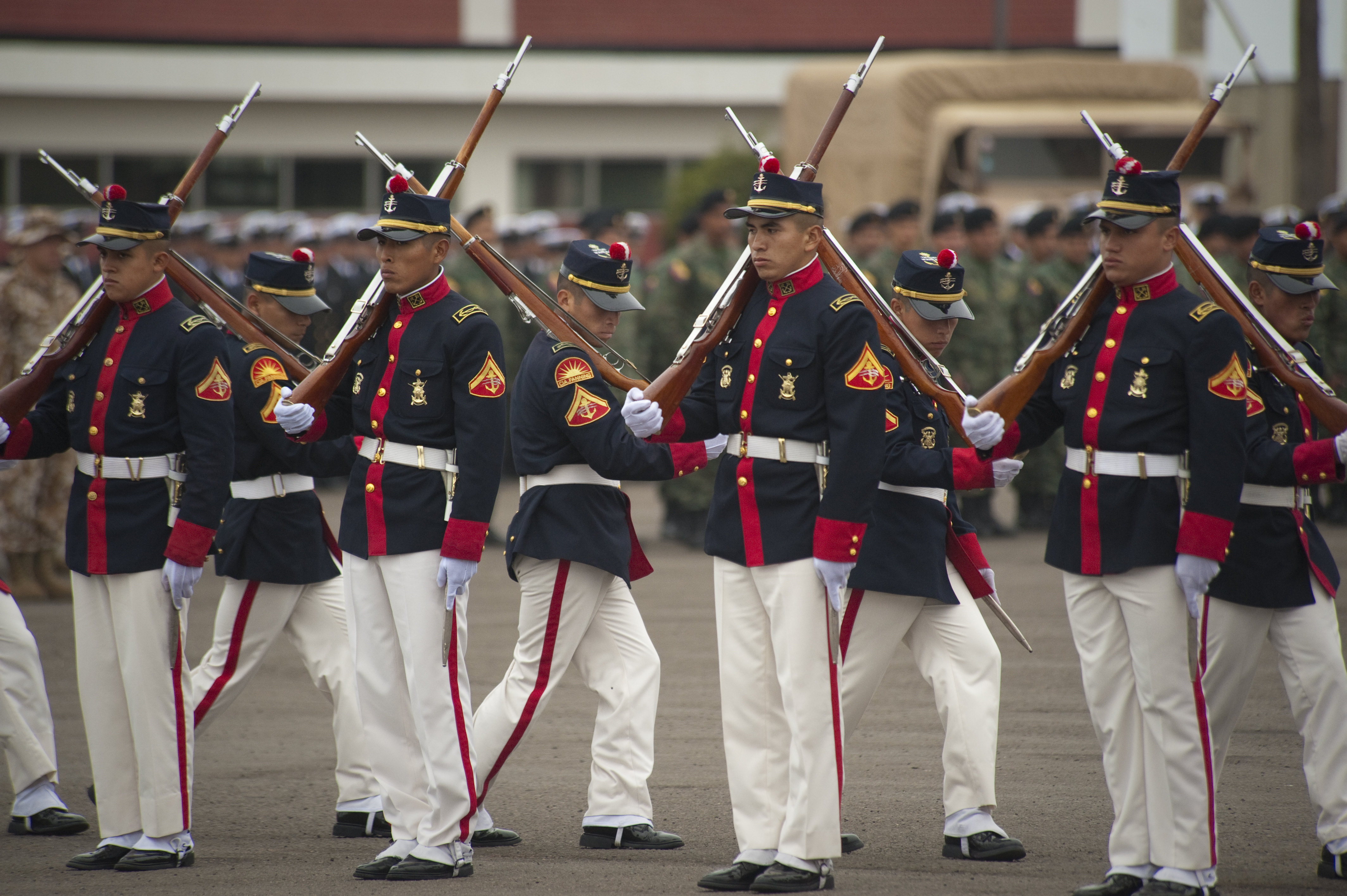
Unidade cerimonial peruana em 2010 com fuzis Mauser.

O Peru recebeu entre 1910 e 1914 milhares de fuzis Mauser Modelo 1909, com câmara em 7,65 Mauser. Eles eram cópias mais próximas do Gewehr 98, incluindo a mira Lange Visier. Além do calibre, as únicas diferenças eram o anel do receptor maior, a culatra 5 mm mais curta, a guia de tira ligeiramente modificada para usar tiras mais antigas do Modelo 1891, o cão mais longo, o formato aesférico da alavanca do ferrolho e as marcações peruanas. Embora esses fuzis fossem capazes de disparar as antigas balas com ponta redonda, eles foram posteriormente adaptados para balas spitzer. Essas armas foram usadas durante a Guerra Colômbia-Peru e a Guerra Peruano-Equatoriana. Depois de 1945, os Mauser 1909 foram substituídos por armas americanas e foram vendidos no mercado civil na década de 1960, alguns sendo mantidos como fuzis cerimoniais.